# Harald Lander

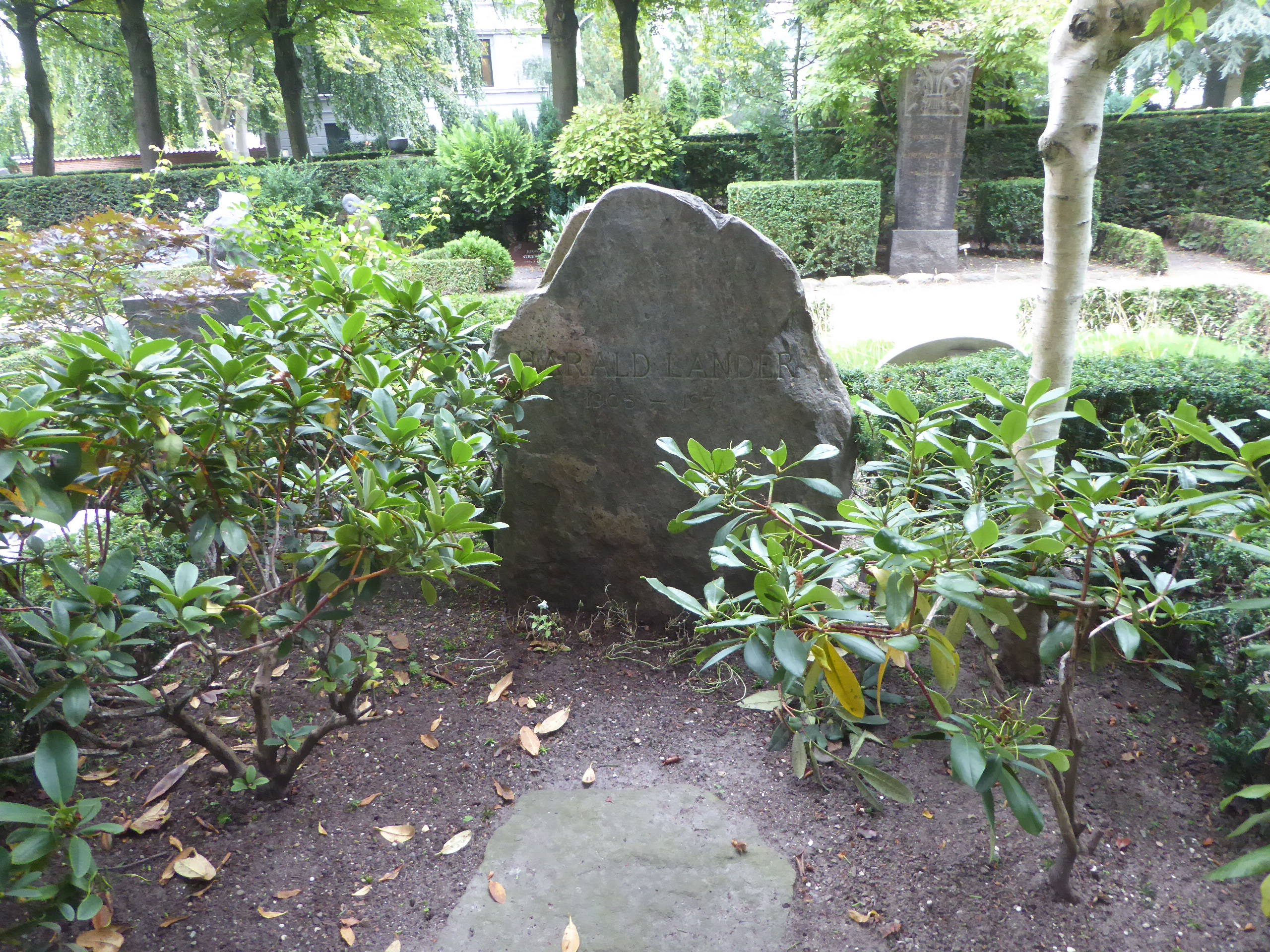
Grab von Harald Lander

Harald Lander (eigentl. Alfred Bernhardt Stevnsborg, * 25. Februar 1905 in Kopenhagen; † 14. September 1971 ebenda) war ein dänischer Tänzer und Choreograph.
Lander war an der Ballettschule des Königlichen Theaters bei Hans Beck und wurde 1923 Mitglied der Ballettcompany. 1926–27 studierte er bei Michel Fokine. Er setzte seine Ausbildung in den USA bei Fokine, Nikolai Tarasow und Adolph Bolm fort, bevor er als Erster Solotänzer zum Königlichen Ballett zurückkehrte.
1931 wurde als erstes Ballett in seiner Choreographie Gaucho. Von 1932 bis 1951 leitete er das Ballett als Königlicher Ballettmeister. Er brachte Meisterwerke wie Fokines Les Sylphides, Petrushka und Prince Igor nach Kopenhagen und führte Choreographien August Bournonvilles neu auf. Selbst 
choreographierte er mehr als dreißig Ballette, darunter Football (Musik von Francis Poulenc, 1933), Bolero (Musik von Maurice Ravel, 1934), Die kleine Meerjungfrau (Musik von Fini Valdemar Henriques, 1936), Die sieben Todsünden (Musik von Kurt Weill, 1936), Der Zauberlehrling 
(Musik von Paul Dukas, 1940) und Étude (Musik von Carl Czerny, arrangiert von Knudåge Riisager, 1948).
1951 ging er als Choreograph an die Pariser Oper, 1956 wurde er französischer Staatsbürger. Hier choreographierte er u. a. Printemps à Vienne (Musik von Franz Schubert, 1954) und Concerto aux étoiles (Musik von Béla Bartók, 1956) und führte Choreographien von Vincenzo Galeotti wie
The Whims of Cupid und Les Indes galantes neu auf. Auch Étude kam in Paris zur Neuaufführung. Daneben führte er eigene und Werke von Galeotti und Bournonville u. a. mit den Companies des Grand Ballet du Marquis de Cuevas, des London Festival Ballet, des American Ballet Theatre und der La Scala in Mailand auf.
1962 kehrte er nach Kopenhagen zurück und führte neben alten eigenen Werken Les Victoires de l'amour (Musik von Jean-Baptiste Lully, 1962) auf. Lander war dreimal verheiratet: von 1931 bis 1950 mit der Tänzerin Margot Lander, dann bis 1965 mit der Tänzerin Toni Lander, schließlich mit Lise Lander.
Er wurde 1951 als Ritter des Dannebrog-Ordens ausgezeichnet und erhielt die Ehrenmedaille der Stadt Paris. Er wurde am 26. September 1969 von König Frederik IX. von Dänemark mit der dänischen Verdienstmedaille Ingenio et arti ausgezeichnet.